# Айн-Джелула
Айн-Джелула (араб. عين جلّولة) — місто в Тунісі. Входить до складу вілаєту Кайруан. Станом на 2004 рік тут проживало 1 651 особа.